# 千葉銀行
株式会社千葉銀行（ちばぎんこう、英: The Chiba Bank, Ltd.）は、千葉県千葉市中央区に本店を置く地方銀行。日経平均株価およびJPX日経インデックス400の構成銘柄の一つ。

## 概要
千葉県内では圧倒的なシェアを誇り、千葉県や千葉市をはじめ県内の多くの自治体の指定金融機関でもある。日経平均株価の銘柄の1つであり、地銀でありながら、ニューヨーク・ロンドン・香港・シンガポールに支店を、上海・バンコクに駐在員事務所を持つ。成田国際空港には外貨両替と送金をメインに行う1支店・3出張所がある。近年はリテール部門の強化を図っており、投資信託残高及び年金保険の販売額累計が地銀ではトップを誇る。東京23区や埼玉県東部（武蔵野線・東武野田線沿線）・茨城県南部（つくばエクスプレス沿線）、茨城県鹿行地域等に支店や法人営業所を開設しており、新規開拓の動きが目立つ。
働き方改革の取り組みにおいては、2014年10月、女性行員のキャリア形成などを支援する目的で「ダイバーシティ推進部」を新設した。同行初の女性部長を登用するなど取り組みを進め、2015年に内閣府が行う「女性が輝く先進企業表彰」において内閣総理大臣表彰を受賞した。2024年には同行初の女性代表取締役が就任している。
近年の地銀再編の中では、経営統合によらない新たな地銀連携モデルの枠組みを先導している。2016年3月に武蔵野銀行と包括提携で千葉・武蔵野アライアンスを発表して2017年に千葉・武蔵野アライアンス株式会社を設立した。ほかに地銀広域連携の「TSUBASAアライアンス」（TSUBASA（翼）プロジェクト）、横浜銀行と業務提携で「千葉・横浜パートナーシップ」など、独自の提携施策を進めている。

## 沿革

### 成り立ち
太平洋戦争の勃発によって、政府は戦時体制を強化するため、銀行の合同を推進した。これに基づき1943年、千葉県内においては千葉合同銀行、小見川農商銀行、第九十八国立銀行（安田財閥系列）が合併して千葉銀行が新立され、翌年3月千葉貯蓄銀行を吸収合併、6月野田商誘銀行から千葉銀に営業権が譲渡された。これによって県内における一県一行主義は成立した。 
当時の千葉県は農業や水産業が主体で、県内向けの貸し出しが伸び悩んでおり、県内に進出する企業は既に都市銀行や長期信用銀行をメインバンクとしている大企業が中心であった初代頭取の古荘四郎彦は前身の千葉合同銀行頭取時から新興企業や小売業、興業会社などへ積極的な融資拡大策を採った。事例として、融資規制の最中に行内の反対があるにかかわらず、東京のどの銀行も貸さなかった映画会社「日活」への融資に踏み切ったり、実業家の横井英樹が画策した東京日本橋の百貨店「白木屋」の乗っ取りに協力したことなどが挙げられる。
1958年3月に千葉銀行レインボー事件などの不良債権が表面化し古荘は失脚。経営再建のために千葉銀は大蔵省や日本銀行（日銀）から頭取や取締役を迎えざる得なくなり、同年5月、日銀監事であった大久保太三郎が新頭取に就任。古荘体制下のほとんどの役員を更迭し、千葉銀の経営改革を進め発展の礎を築いた。
1951年7月、千葉県が策定した「総合開発計画」では従来の農水産県からの脱却を図るべく、臨海部に工業地帯を造成することが主眼として据えられ、翌年3月に策定された「千葉県産業経済振興計画」では千葉市、船橋市、木更津市の臨海部を埋め立て、重化学工業を積極的に導入することが謳われた。これら計画に則り、1960年までに400万坪の埋め立てが実施され造成地には企業が進出。さらに県は内陸部にも大規模な工業団地の造成を開始した。こうした臨海部埋め立てに伴う漁業補償金あるいは工業団地造成による土地代金などが支払われることによって、地元金融機関の預金は伸び、さらに京葉工業地帯へ進出した企業や関係取引先などには融資が推し進められた。これらを背景に高度経済成長期に千葉銀の預金や融資量は急伸した。
この事が経営や資本上の混乱を招く一因となり、前述のレインボー事件のほか、大阪市に本店を置く都市銀行「三和銀行」が千葉銀を傘下に収めることを目的として、同行の株式10%超を買い占めたため、私的独占の禁止及び公正取引の確保に関する法律（独占禁止法）違反の疑いで問題になる事態になった。

### 沿革
- 1943年（昭和18年） - 千葉合同銀行、小見川農商銀行、第九十八銀行が合併。株式会社千葉銀行を新立。当初は「房総銀行」との商号を予定しており、合併覚書や新聞報道でもその旨が明記されていたが、最終的には現在の商号になった[23]。
- 1944年（昭和19年） - 千葉貯蓄銀行と野田商誘銀行を買収し、吸収合併。
- 1958年（昭和33年） - 千葉銀行レインボー事件が発覚。古荘四郎彦頭取の逮捕に発展し日本銀行から大久保太三郎が頭取に就任。
- 1970年（昭和45年） - 東京証券取引所市場第2部に上場。
- 1971年（昭和46年） 
  - 8月2日 - 東京証券取引所市場第1部に指定替。
  - 10月4日 - 第一次オンラインシステム稼働開始。
- 1973年（昭和48年） - 本店を千葉市中央から同市千葉港に新築・移転。
- 1976年（昭和51年） - 第二次オンラインシステム稼働開始。
- 1982年（昭和57年） - ちばぎんカード（現ちばぎんジェーシービーカード）を設立。
- 1987年（昭和62年） - ニューヨーク支店開設。
- 1989年（平成元年）
  - 2月16日 - ディーシーカードと共同でちばぎんディーシーカードを設立。
  - 4月10日 - 香港支店開設。
- 1990年（平成2年）
  - 4月16日 - ロサンゼルス支店開設[24]。
  - 6月 - 日本橋支店に画廊開設[25]。
- 1992年（平成3年）
  - 2月25日 - ロンドン支店開設。
  - 10月16日 - 電算センター竣工。
- 1994年（平成5年） - 第三次オンラインシステム稼働開始。
- 1995年（平成7年）11月28日 - 上海駐在員事務所開設[26]。
- 1999年（平成10年） - 中央証券を株式取得によりグループ会社化。
- 2002年（平成14年） - 日経平均株価にあさひ銀行除外に伴い採用。
- 2005年（平成17年） - ディーシーカードとフランチャイズ契約を結び銀行本体によるクレジットカード業務開始。
- 2007年（平成19年）
  - 11月 - 神栖支店を茨城県神栖市に開設。
  - 11月14日 - 成東支店の支店長代理が顧客の預金などから計1億5500万円を横領していたとして逮捕される。
- 2008年（平成20年）3月 - 中国銀行、伊予銀行など地銀5行でシステム共同化への調査研究を行うTSUBASA（翼）プロジェクトが発足。
- 2011年（平成23年）
  - 3月9日 - シンガポール駐在員事務所を開設[27]。
  - 10月1日 - ちばぎん証券を株式交換により完全子会社化。
- 2012年（平成24年）
  - 4月 - TSUBASA（翼）プロジェクトに東邦銀行が加盟することを発表。
  - 4月2日 - 山梨中央銀行と相互にATMの利用を自行扱いする提携を開始[28]。
  - 4月25日 - インドネシアの銀行・CIMBニアガと業務提携の覚書を締結[29]。
- 2013年（平成25年）
  - 3月13日 - インドステイト銀行との業務提携を発表[30]。
  - 4月5日 - 塚本大千葉ビル2階に「ちばぎん金融資料室」を開設[31]。
  - 7月23日 - メトロポリタン銀行（フィリピン）との業務提携を発表[32]。
  - 10月7日 - 品川法人営業所を開設[33]。
  - 11月26日 - 東亜銀行（中国）との業務提携を発表[34]。
- 2014年（平成26年）
  - 1月 - つくば支店を茨城県つくば市に開設。
  - 1月28日 - 北海道銀行、福岡銀行など大手地銀9行と地域再生・活性化ネットワークに関する協定書を締結[35][36]。
  - 2月17日 - 東京営業部等が竣工となった室町ちばぎん三井ビルディングに移転[37][38]。
  - 4月17日 - TSUBASA（翼）プロジェクト参加行による「災害時相互協力に関する協定書」を締結[39]。
  - 8月25日 - インターネット支店を開設[40][41][42]。
  - 9月9日 - バンコクに駐在員事務所を開設[43]。
  - 10月1日 - JCBブランドでは国内初となるデビットカードである「ちばぎんスーパーカード＜デビット＞」の取扱いを開始[44][45]。
- 2015年（平成27年）
  - 3月11日 - ATMで英語・中国語によるサービスを開始[46]。
  - 7月13日 - 品川法人営業所を承継・拡大させ「品川支店」を新設[47]。
  - 8月26日 - TSUBASA（翼）プロジェクトに北洋銀行が加盟することを発表[48]。
  - 10月 - 恵比寿法人営業所（新宿支店恵比寿法人営業所出張所）を開設[49]。
  - 11月2日 - 京葉銀行、千葉興業銀行と手形・税公金業務の共同化及び日本ATMに対する外部委託を2行に先立って開始[50]。
  - 12月2日 - フィンテックベンチャーのゼネリックソリューションとビッグデータ分析の分野で協業を決定[51]。
- 2016年（平成28年）
  - 1月4日 - TSUBASA（翼）プロジェクトによる基幹系共同システムの稼働を開始。
  - 3月25日 - 武蔵野銀行と包括的な提携である「千葉・武蔵野アライアンス契約」を締結[11]。
  - 5月27日 - 同年9月末までに関連会社9社を美浜区中瀬1丁目に新たに設けた「ちばぎん幕張ビル」に集約する方針を発表[52]。
  - 7月1日 - TSUBASA（翼）プロジェクト参加6行および日本アイ・ビー・エムとの共同出資会社「T＆Iイノベーションセンター」を設立[53]。
  - 10月 - 池袋法人営業所（新宿支店池袋法人営業所出張所）を開設[54]。
- 2017年（平成29年）
  - 4月14日 - セントラル・パシフィック・バンク（アメリカ）との業務提携に関する覚書を締結[55]。
  - 4月17日 - 武蔵野銀行と共同で千葉・武蔵野アライアンス株式会社を設立[12]。
  - 6月1日 - ほけんの窓口グループ株式会社との業務提携を発表[56]。
  - 7月10日 - 恵比寿法人営業所を承継・拡大させ「恵比寿支店」を新設[57]。
  - 10月11日 - 千葉労働局と「働き方改革にかかる包括連携協定」を締結[58]。
  - 11月1日 - 本部棟（千葉市中央区）を同敷地内で新たに建替え、2020年秋より新本部棟に移行する方針を発表[59]。
- 2018年（平成30年）
  - 2月13日 - 第四銀行と事務部門の一部共同化に向けた合意を発表[60]。
  - 6月12日 - 武蔵野銀行と共同の営業拠点となる浜松町法人営業所を開設[61]。
- 2019年（令和元年）7月10日 - 横浜銀行との業務提携を発表[62]。
- 2020年（令和2年）11月24日 - 建設を進めてきた新本店ビルが完成。本店営業部が移転して業務を開始[63]。旧本店ビルの解体や外構工事を終えてのグランドオープンは2023年3月を予定。
- 2022年（令和4年）10月31日 - ソニー銀行と業務提携を発表[64]。
- 2023年（令和5年）
  - 6月23日 - 仕組み債の販売を巡って、金融庁関東財務局から金融商品取引法に基づく業務改善命令を受ける[65][66]。
  - 10月1日 - ちばぎんジェーシービーカードからJCBカード事業を吸収分割により、継承した[67]。
- 2024年（令和6年）
  - 3月31日 - 前述の行政処分の責任を取って佐久間英利が同日付で会長並びに代表取締役を辞任予定[68][69]。
  - 4月1日 - 本行初の女性代表取締役として、淡路睦が代表取締役に就任予定。山崎清美も代表取締役に就任するため、頭取の米本努と合わせて、3人体制となる予定[69]。
  - 6月 - 同月開催の株主総会をもって、佐久間英利が取締役から退任し、特別顧問に就任予定[69]。
  - 9月9日 - 同日から同年10月23日までの間、エッジテクノロジーに対して完全子会社化を目的とした株式公開買付け（TOB）を実施[70]。
- 2025年（令和7年）1月7日 - シンガポール支店を開設[71]。

## 歴代頭取
| 代 | 氏名         | 期間                  | 備考                                                 |
| -- | ------------ | --------------------- | ---------------------------------------------------- |
| 1  | 古荘四郎彦   | 1943年3月 - 1958年4月 | 1884年生 1967年没 東京帝大法卒 熊本県出身            |
| 2  | 大久保太三郎 | 1958年5月 - 1963年4月 | 1899年生 1974年没 東大経済卒 元日銀監事 兵庫県出身   |
| 3  | 岩城長保     | 1963年4月 - 1976年4月 | 1905年生 1983年没 明大法卒 元日銀人事部長 富山県出身 |
| 4  | 緒方太郎     | 1976年4月 - 1987年6月 | 1919年生 2003年没 東京帝大経卒 元日銀理事 東京都出身 |
| 5  | 玉置孝       | 1987年6月 - 1997年6月 | 1927年生 2000年没 東大法卒 元日銀理事 東京都出身     |
| 6  | 早川恒雄     | 1997年6月 - 2004年6月 | 1935年生 東北大法卒 生え抜き 千葉県出身              |
| 7  | 竹山正       | 2004年6月 - 2009年3月 | 1946年生 明大政経卒 生え抜き 千葉県出身              |
| 8  | 佐久間英利   | 2009年3月 - 2021年6月 | 1952年生 早大政経卒 生え抜き 千葉県出身              |
| 9  | 米本努       | 2021年6月 - 現職      | 1964年生 早大商卒 生え抜き 千葉県出身                |

## 提携関係
前身の一つ総武銀行→千葉合同銀行は、旧川崎財閥系であり第百銀行と提携関係にあった。その経緯から現在でも、第百銀行を吸収合併した旧三菱銀行の後継銀行である三菱UFJ銀行は千葉銀行株を約5%保有しており、旧三菱銀行の地銀親睦会である火曜会結成当初からの会員である。しかし、営業面での提携は旧三菱銀行系のDCカード以外なく、ATMの相互利用も当初から行っておらず、経営面でも役員派遣などはなく独自色を出している。
他行との連携においては、近年の地方銀行では経営統合による合理化が進む中、以下のような提携策により、統合によらず連携を図る方針を打ち出している。

### 千葉・武蔵野アライアンス
2016年3月、全国でも地銀再編が進む中、合併や経営統合によらない新たな地銀連携モデルとして埼玉県を本拠とする武蔵野銀行との包括提携（千葉・武蔵野アライアンス）を発表。事業環境の近似性を活かし、業務共同化によるコスト削減や、商品・システム等の共同開発や人材交流、グループ会社の相互活用などを推進することを明らかにした。翌年には両行の共同出資で千葉・武蔵野アライアンス株式会社を設立し、提携施策を進めることを発表した。

### TSUBASAアライアンス
2008年より地銀5行でシステム共同化への調査研究を行うTSUBASA（翼）プロジェクトを発足させており、現在はそれを発展させる形でTSUBASAアライアンスを組織。フィンテックをはじめとした先進技術の調査・研究を共同で行っており、その他にも事務部門共同化などの連携施策をとっている。現在は千葉銀行のほかに第四北越銀行・中国銀行・伊予銀行・東邦銀行・北洋銀行・武蔵野銀行・滋賀銀行・琉球銀行・群馬銀行が加盟行となっている。

### 千葉・横浜パートナーシップ
2019年7月、横浜銀行との業務提携を発表。総資産（単体）では地方銀行首位と第2位の銀行による提携となる。運用商品の共同開発やM&A・事業承継での協働などによる営業面を中心とした提携であり、地銀トップ行同士で協力する強みを活かしながら収益拡大を図るとしている。

### ソニー銀行
2022年10月、ソニー銀行との業務提携を発表。デジタルトランスフォーメーション（DX）分野での提携となり、オンライン相談システムなどといった、ソニーグループが開発したデジタル技術の導入を予定している。TSUBASAアライアンス加盟行への展開も検討している。

## 県外店舗

### 国内
| 東京都 - 秋葉原支店（東京都千代田区岩本町。山崎製パン本社ビルの昭和通り側に入居） - 東京営業部（東京都中央区日本橋室町。室町ちばぎん三井ビルディング内） - 新宿支店（東京都新宿区西新宿。新宿NSビル内） - 小岩支店（東京都葛飾区新小岩。新小岩駅付近、朝日生命新小岩ビル内空中店舗） - 金町支店（東京都葛飾区金町） - 錦糸町支店（東京都墨田区江東橋。サンフラワービル内空中店舗） - みずえ支店（東京都江戸川区南篠崎町） - 篠崎支店（東京都江戸川区篠崎町） - 葛西支店（東京都江戸川区中葛西） - 千住支店（東京都足立区千住。北千住駅付近） - 深川支店（東京都江東区富岡。門前仲町駅付近、NV富岡ビル内空中店舗） - 品川支店（東京都港区港南。太陽生命品川ビル内空中店舗） - 恵比寿支店（東京都渋谷区広尾。恵比寿プライムスクエアタワー内空中店舗） - 池袋支店（東京都豊島区東池袋、ニッセイ池袋ビル内空中店舗） - 浜松町法人営業所（東京都港区芝大門、秋葉原支店管轄） | 埼玉県 - 八潮駅前支店（埼玉県八潮市大瀬） - 越谷レイクタウン支店（埼玉県越谷市レイクタウン） - 三郷中央支店（埼玉県三郷市中央） 茨城県 - 神栖支店（茨城県神栖市神栖） - 守谷支店（茨城県守谷市中央） - つくば支店（茨城県つくば市研究学園。研究学園駅付近） - 水戸法人営業所（茨城県水戸市南町。東邦銀行水戸支店内、つくば支店管轄） 大阪府 - 大阪支店（大阪府大阪市中央区淡路町。御堂筋MTRビル内空中店舗） 仮想店舗 - ひまわり第一支店（振込専用） - ひまわり第二支店（振込専用） - インターネット支店 |  |

### 海外
- ニューヨーク支店
- 香港支店
- ロンドン支店
- 上海駐在員事務所（店番号なし）
- シンガポール駐在員事務所（店番号なし）
- バンコク駐在員事務所（店番号なし）

※店番号順

### 過去の店舗
- 上野支店→秋葉原支店に統合
- 川崎支店
- 新小岩支店→小岩へ移転して小岩支店となる（店舗名をそのままに、旧新小岩支店・店舗跡地前にある朝日生命新小岩ビルへ移転した。そのため、新小岩に所在するにもかかわらず小岩支店となった）。
- 日本橋支店→店舗所在地をそのままに東京支店と統合し、東京営業部となった。
- 北千住法人営業所（千住支店へ昇格）
- 東陽町法人営業所（深川支店へ昇格）
- 埼玉法人営業所（八潮駅前支店へ昇格）
- 越谷法人営業所（野田支店管轄、南越谷から移転し越谷レイクタウン支店へ昇格）
- 船堀法人営業所（葛西支店管轄、葛西支店へ統合）
- 品川法人営業所（秋葉原支店管轄、品川区北品川から移転し品川支店へ昇格）
- 恵比寿法人営業所（新宿支店管轄、渋谷区恵比寿南から移転し恵比寿支店へ昇格）
- 池袋法人営業所（新宿支店管轄、豊島区南池袋から移転し池袋支店へ昇格）

## 情報処理システム
千葉銀は日本IBM製メインフレームで動作する勘定系システムを採用していたが、2012年10月18日、「TSUBASAプロジェクト」参加行である第四銀行、中国銀行と勘定系のほか対外系、コンビニATMなどのチャネル接続システムも共同化することで合意した。稼働後の運用は日本IBMに委託し、千葉銀は2016年1月4日に共同システムの利用を開始した。

## 関連会社・財団

### 連結子会社
- 株式会社総武※
- ちばぎんキャリアサービス株式会社※
- ちば債権回収株式会社※
- ちばぎんハートフル株式会社
- ちばぎん証券株式会社
- ちばぎん保証株式会社
- ちばぎんカード株式会社
- ちばぎんリース株式会社※

### 持分法適用子会社
- ちばぎんコンピューターサービス株式会社※
- ちばぎんキャピタル株式会社※
- ちばぎんアセットマネジメント株式会社
- 株式会社ちばぎん総合研究所※

※ちばぎん幕張ビルに本社を置くグループ会社

### 関連財団
- ひまわりベンチャー育成基金

## 提供番組・スポンサー

### 提供番組
レギュラー番組
- newsチバ（千葉テレビ放送、土日18時台のみ一社提供、平日18時台は複数社提供） - 18:00台のニュース（旧『NEWSチバ600』）について、2011年3月まで東京電力の一社提供だったが、福島第一原子力発電所事故の影響などがあり、同年7月より千葉銀行が受け持つことになった。2021年からは、平日は千葉銀行を含めた複数社提供で、土日は一社提供。）
- 千葉の贈り物〜まごころ配達人〜（フジテレビジョン、千葉県に本店を置く三協フロンテア・キッコーマン及び千葉県と計4団体で提供、2025年4月13日放送を最後に放送休止中）

特別番組
- ちばぎんカップ中継（千葉テレビ放送、毎年2月、一社提供） - 2015年・2021年の大会中止の際も特別番組を放送し、提供も行った（2015年は一社提供、2021年はちばぎん証券・NECとの複数社提供）。

過去の提供番組
- ちば見聞録（千葉テレビ放送、一社提供）

### スポンサー
- ちばぎんカップ - 1995年より冠スポンサーとして特別協賛しているJリーグプレシーズンマッチ。
- ジェフユナイテッド市原・千葉（Jリーグ） - オフィシャルスポンサー契約を締結[77]。
- 柏レイソル（Jリーグ） - クラブスポンサー契約を締結[78]。
- 千葉ジェッツふなばし（Bリーグ） - オフィシャルパートナー契約を締結[79]。

この他にも、少年・学生スポーツへの協賛や、スタジアム等への広告協賛などを行っている。

## ギャラリー

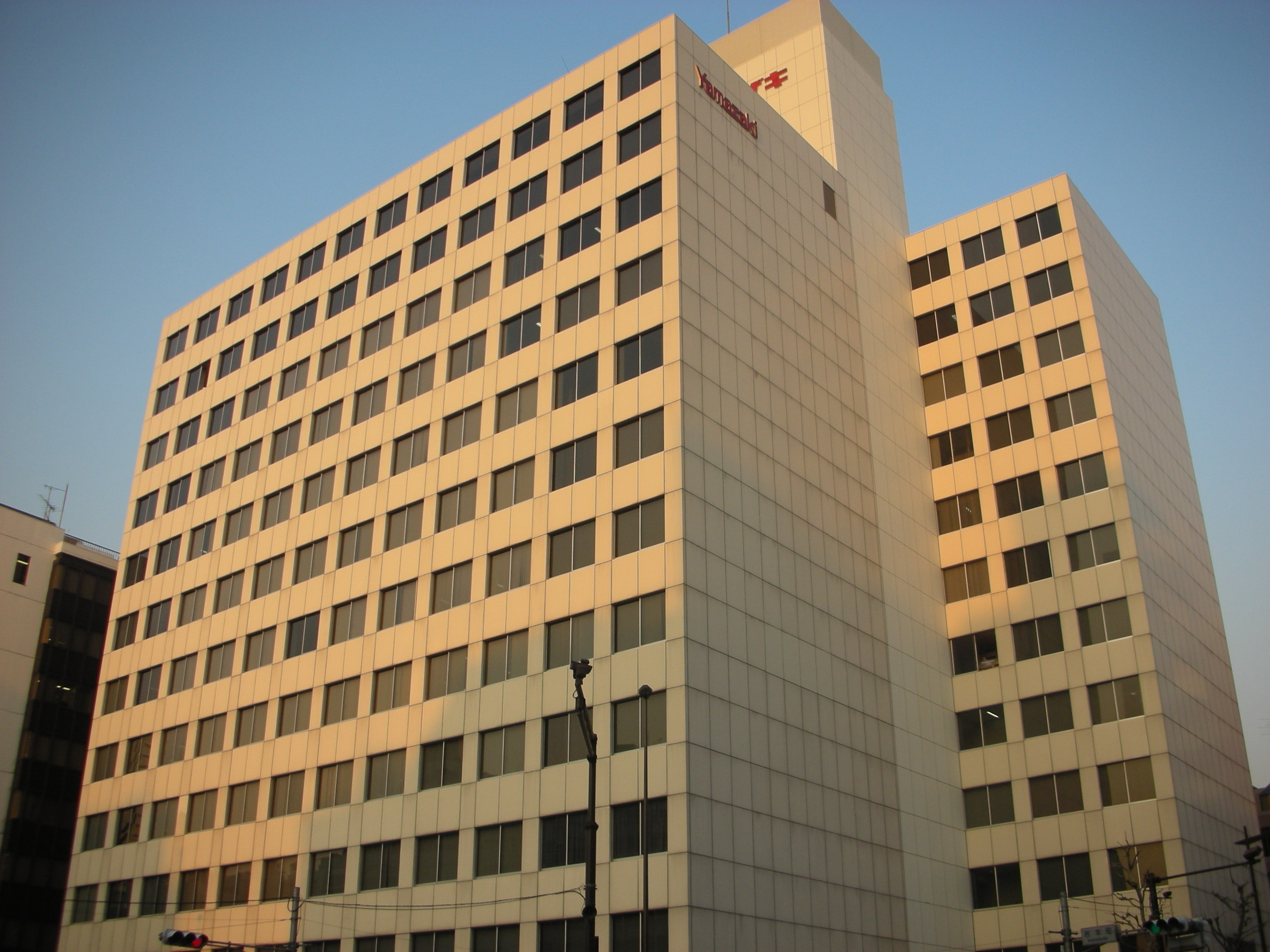
秋葉原支店が入居する山崎製パン本社ビル（昭和通り側の1-2階部分）
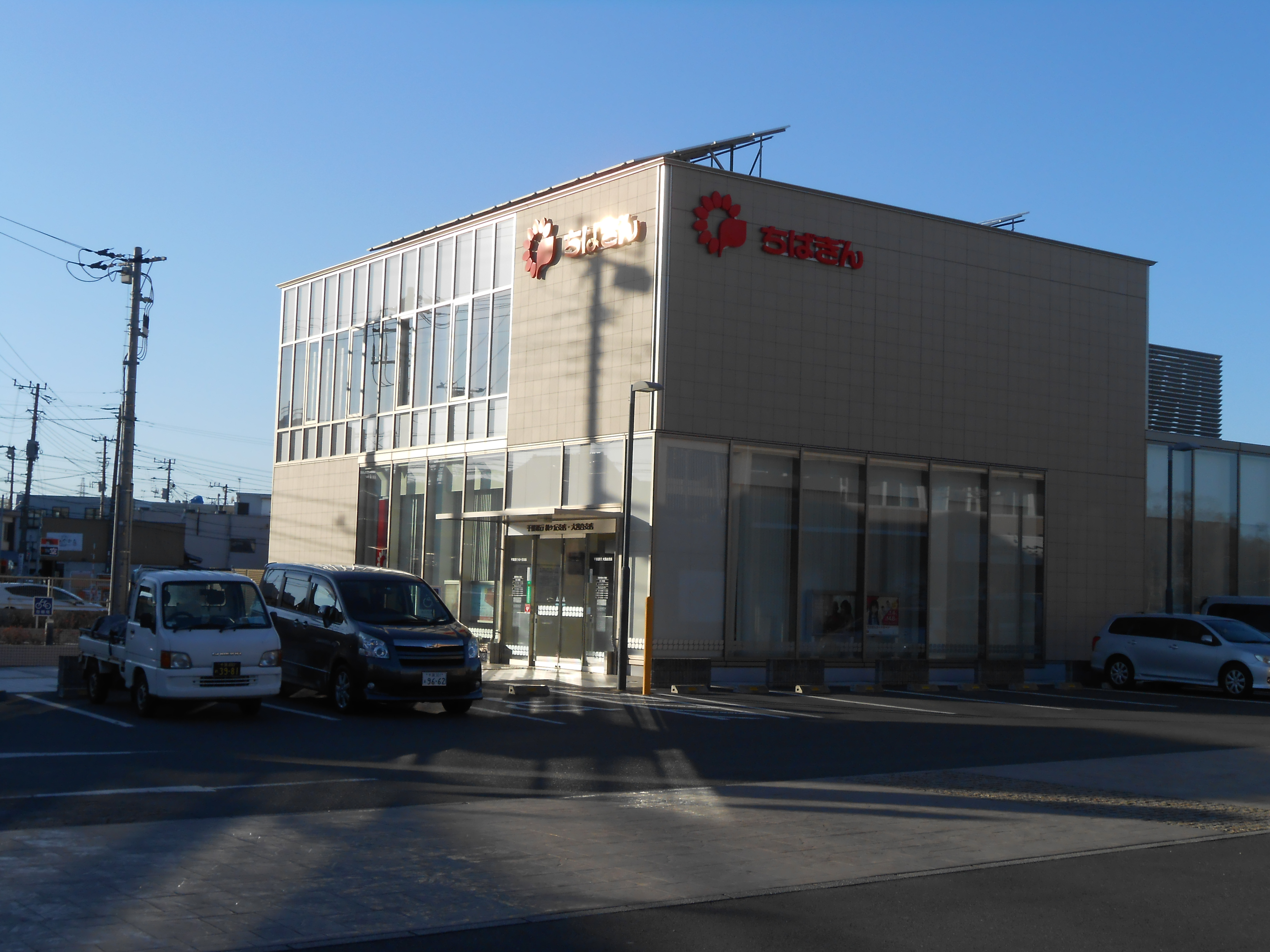
県内店舗の例（千葉市中央区の松ケ丘支店）。